# Episodi di Coroner (prima stagione)
La prima stagione della serie televisiva Coroner, composta da 8 episodi, è stata trasmessa in prima visione assoluta in Canada su CBC Television dal 7 gennaio 2019 al 25 febbraio 2019.
In Italia la stagione è stata trasmessa su Sky Investigation, canale a pagamento della piattaforma satellitare Sky, dal 2 al 23 luglio 2021. In chiaro è stata trasmessa su Rai 4 dal 6 al 9 ottobre 2022.
| nº | Titolo originale | Titolo italiano | Prima TV Canada  | Prima TV Italia |
| -- | ---------------- | --------------- | ---------------- | --------------- |
| 1  | Black Dog        | Episodio 1      | 7 gennaio 2019   | 2 luglio 2021   |
| 2  | Bunny            | Episodio 2      | 14 gennaio 2019  | 2 luglio 2021   |
| 3  | Scattered        | Episodio 3      | 21 gennaio 2019  | 9 luglio 2021   |
| 4  | Quick or Dead    | Episodio 4      | 28 gennaio 2019  | 9 luglio 2021   |
| 5  | All's Well       | Episodio 5      | 4 febbraio 2019  | 16 luglio 2021  |
| 6  | Confetti Heart   | Episodio 6      | 11 febbraio 2019 | 16 luglio 2021  |
| 7  | The Suburbs      | Episodio 7      | 18 febbraio 2019 | 23 luglio 2021  |
| 8  | Bridges          | Episodio 8      | 25 febbraio 2019 | 23 luglio 2021  |

## Episodio 1
- Titolo originale: Black Dog
- Diretto da: Adrienne Mitchell
- Scritto da: Morwyn Brebner

### Trama
- Ascolti Canada: 1 051 000 telespettatori[6]

## Episodio 2
- Titolo originale: Bunny
- Diretto da: Adrienne Mitchell
- Scritto da: Waneta Storms

### Trama
- Ascolti Canada: 1 015 000 telespettatori[7]

## Episodio 3
- Titolo originale: Scattered
- Diretto da: Sean Reycraft
- Sceneggiatura da: Steve Yockey

### Trama
- Ascolti Canada: 948 000 telespettatori[8]

## Episodio 4
- Titolo originale: Quick or Dead
- Diretto da: Adrienne Mitchell
- Scritto da: Morwyn Brebner e Motion

### Trama
- Ascolti Canada: 1 004 000 telespettatori[9]

## Episodio 5
- Titolo originale: All's Well
- Diretto da: Winnifred Jong
- Scritto da: Noelle Carbone

### Trama
- Ascolti Canada: 1 051 000 telespettatori[10]

## Episodio 6
- Titolo originale: Confetti Heart
- Diretto da: Sherren Lee
- Scritto da: Seneca Aaron

### Trama
- Ascolti Canada: 1 102 000 telespettatori[11]

## Episodio 7
- Titolo originale: The Suburbs
- Diretto da: Paul Fox
- Scritto da: Noelle Carbone e Seneca Aaron

### Trama
Un uomo spaventato esce di casa gridando aiuto fino a quando non si accascia a terra. Quando il corpo viene portato alla sede coroner, durante l'autopsia il corpo invece di perdere temperatura ne stava accumulando, scoprendo così che era radioattivo. Tutta la sede viene messa in isolamento precauzionale mentre Jenny viene isolata in una stanza a parte fino a quando non si avrà il riscontro degli esami del suo sangue visto l'esposizione durante l'autopsia. Jenny resiste un po' e cerca di fuggire dalla stanza per continuare il suo lavoro sul corpo dello sconosciuto e, mentre cercava di aprire le porte, entra il patologo che ha licenziato in precedenza che la informa di aver rubato gli effetti personali della vittima. I due iniziano ad esaminarli trovando anche un portatile al quale però non riescono ad accedere, trovano anche un hard disk portatile ed iniziano ad analizzarne il contenuto. Grazie a questo dispositivo riescono a capire che la vittima si occupa di creare video aziendali, e che il suo ultimo lavoro era presso una centrale nucleare. Visionano i vari filmati registrati alla centrale ed inizialmente sono portati a credere che si tratti di omicidio. Successivamente, non trovando segni di ustioni sul cadavere, analizzano più nel dettaglio le registrazioni ed intuendo che potesse essere stato non direttamente colpito da radiazioni ma che potesse aver ingerito qualcosa che le aveva assorbite, controllano la cavità orale della vittima trovando conferma a quanto intuito.

## Episodio 8
- Titolo originale: Bridges
- Diretto da: Paul Fox
- Scritto da: Morwyn Brebner e Nathalie Younglai

### Trama
- Ascolti Canada: 1 102 000 telespettatori[12]